# 王邃
王邃（？—324年？），字處重，琅邪臨沂（今山東臨沂）人。東晉時期人物，西晉光祿大夫王覽孫，撫軍將軍王舒的弟弟，大將軍王敦及丞相王導的堂弟。

## 生平
王邃與家族南遷後，曾於東晉任中領軍。永昌元年（322年），王敦於江州舉兵，進攻建康，晉元帝加王邃任尚書右僕射。一個月後朝廷兵敗，王敦攻陷建康並掌握朝政，王邃出任下邳內史。同年十月，王敦又升王邃為征北將軍，都督青、徐、幽、平諸軍事，鎮淮陰。  
太寧元年（323年），後趙君主石勒攻陷下邳，徐州刺史卞敦與王邃退守盱眙。
太寧二年（324年），晉明帝知王敦要進攻建康並篡奪帝位，於是積極準備抵抗，其中徵召平北將軍、徐州刺史王邃與豫州刺史祖約等人入衞建康。後事跡不詳。